# 萨缪尔·坎德勒·多布斯
萨缪尔·坎德勒·多布斯（1868年11月8日—1950年10月31日）是一位美国商人，1919至1922年间任可口可乐公司主席，1939年1月给埃默里大學捐款$1,000,000，建立了以其名字命名的教授讲席。